# おおすみおはようラジオ!
おおすみおはよう ラジオ!（略称：おはラジ）は、鹿児島県のNPO法人、おおすみ半島コミュニティ放送ネットワーク（おおすみFMネットワーク）を構成する4つのコミュニティFM局（FMかのや・FMきもつき・FM志布志・FMたるみず）が制作・放送している地域コミュニティネットのラジオ番組である。

## 概要
2006年8月28日（月曜日）にFMかのや・きもつきの2局ネットで放送開始。FM志布志は開局日である2006年10月13日（金曜日）の再放送から、FMたるみずは開局翌日となる2009年3月2日（月曜日）の本放送からネットを開始した。
番組内容は大隅半島の情報を様々な素材から伝えるもの（詳細は下記を参照）。ただし、交通情報は日本道路交通情報センターが鹿屋市周辺の情報を提供していない（高速道路も日常的には利用しない範囲にある）ことや渋滞がほとんど発生しないことから、放送されていない。また、ニュースも番組開始から半年ほどはコーナー内の過去記事紹介のみであったが、イベント情報・当番医紹介などは放送されていた。
パーソナリティとしてKBCラジオや鹿児島シティエフエムで活動した前原さとみを起用。基本的に前原1人で番組は進行するが、前原が休暇中の2007年9月は他のパーソナリティ2人による日替わりの進行となった。
おおすみFMネットワークの月刊番組表を掲載しているフリーペーパー"BIG WAVE"には当番組のコーナー「ダーツに聞いて!」が1ページに渡り紹介される。

## 放送時間
いずれも月曜 - 金曜（祝日・年末年始は休止）。また、祝日には不定期に「ダーツに聞いて!」のコーナーのみ再放送される。表記は日本標準時（以下、同様）。
- 通常時 - 7:30 - 10:00
再放送を15:30 - 18:00に実施。番組開始時は16時30分開始であった。
- 2007年9月 - 7:30 - 9:30
再放送を15:30 - 17:30に実施。「ダーツに聞いて!」のコーナーが実施されない分終了時間が30分早まった。
- 2019年12月現在 ‐ 7:30 - 11:00   再放送を15:30 - 19:00に実施（メッセージやリクエストが多い場合は11:30前後まで延長放送もある）

## 主なコーナー
放送時間の表記はいずれも本放送時。再放送はいずれも8時間後となる。
- Today’s 南九州新聞
7時38分ごろ。南九州新聞の過去の記事を紹介。2006年12月時点で1959年の話題を伝えている。番組開始当初のタイトルは「朝刊ダイジェスト」であった。
- きもつき町お知らせ回覧板
- 地域のイベント情報
- 南日本新聞地域ニュース
7時55分ごろ。南日本新聞の朝刊からローカル記事をピックアップする。2007年2月6日開始。
- 天気予報
午前8時・9時の2回放送（再放送でもそのまま放送）する。鹿屋・肝付町前田・志布志の7時・8時の気温・風向きも同時に発表される。翌日の天気予報も読み上げるため、他番組のように再放送で役に立たないといった現象は発生しない。
- かのや市政インフォメーション
8時5分ごろ。鹿屋市の情報を紹介する。2007年1月4日開始。
- 情報パラダイス
日替わりで様々な情報を伝える。放送番組審議会では一番組として扱われているものもある。
- 脳を鍛える音読
8時20分ごろ。詩・小説を前原が読み上げ、続けてリスナーが音読するコーナー。
- 中国語講座
8時30分ごろ。鹿屋体育大学の留学生による会話講座。番組開始当初は「韓国語講座」であった。
- 「今が旬!」
8時50分ごろから。当コーナーの状況により9時の天気予報の時間がずれることがある。
- ダーツに聞いて!
9時45分ごろ。日本テレビ系の番組・笑ってコラえての「ダーツの旅」と同様にダーツで対象市町村を決定する。ただし、当コーナーは市も対象になっている（「ダーツの旅」は「町村」のみを対象）、現地に赴くのではなく役所に電話で問い合わせ町の概要を聞き出す、物々交換を実施する、などの点で異なる。原型は前原が以前鹿児島シティエフエムで担当していた番組から。物々交換した品物はその週の金曜日に番組内で抽選会によりリスナーにプレゼントされる。ちなみに、抽選へのエントリーは再放送後も可能。2007年1月4・5日及び前原の休暇中はコーナーは休止されていたが、現在はディレクター兼務パーソナリティーによって放送されている模様。